# Einkommensorientierte Förderung
Als einkommensorientierte Förderung (EOF) wird im Sozialen Wohnungsbau ein Modell bezeichnet, bei der bedürftige Mieter einen einkommensabhängigen Zuschuss zur Miete erhalten.
Die einkommensorientierte Förderung wurde mit dem zweiten Wohnungsbauförderungsgesetz in der Amtszeit von Irmgard Schwaetzer als Bundesministerin für Verkehr, Bau- und Wohnungswesen 1994 auf Bundesebene eingeführt.
Das Modell sieht eine Grundförderung und eine Zusatzförderung bzw. Belegungsförderung vor. Die Grundförderung erhält der Bauherr im Gegenzug für die Verpflichtung, mindestens 15 Jahre Sozialmieter aufzunehmen und eine ortsabhängige Höchstmiete nicht zu überschreiten. Die Grundförderung soll Investoren zur Schaffung von sozialem Wohnungsraum anhalten und wird oft in Form eines besonders günstigen Darlehens mit Zinssätzen weit unterhalb des Marktzinses ausgegeben.
Die Zusatzförderung oder Belegungsförderung ist der Zuschuss, den der berechtigte Mieter erhält. Die Höhe dieses Zuschusses ist vom Einkommen des Mieters abhängig und üblicherweise in mehreren Stufen gestaffelt. So staffelt die Stadt München beispielsweise die belegungsabhängige Förderung in 3 Stufen mit Zuschüssen von 2,65 Euro bis 3,65 Euro pro Quadratmeter. Im Gegensatz zu den Sozialwohnungen des sogenannten ersten Förderwegs wird die Förderfähigkeit und die Förderhöhe alle zwei Jahre überprüft.
Mit der einkommensorientierten Förderung sollte die Fehlsubventionierung der klassischen Sozialwohnungen behoben werden, der soziale Wohnungsbau sollte für Investoren attraktiver werden und es musste die Erhöhung der Einkommensgrenzen für den ersten Förderweg, die im gleichen Gesetz beschlossen wurde, ausgeglichen werden.